# Charny-sur-Meuse
Charny-sur-Meuse és un municipi francès situat al departament del Mosa i a la regió del Gran Est. L'any 2007 tenia 554 habitants.

## Demografia

### Població
El 2007 la població de fet de Charny-sur-Meuse era de 554 persones. Hi havia 208 famílies, de les quals 34 eren unipersonals (13 homes vivint sols i 21 dones vivint soles), 76 parelles sense fills, 85 parelles amb fills i 13 famílies monoparentals amb fills.
La població ha evolucionat segons el següent gràfic:
Habitants censats

### Habitatges
El 2007 hi havia 236 habitatges, 212 eren l'habitatge principal de la família, 10 eren segones residències i 15 estaven desocupats. 216 eren cases i 19 eren apartaments. Dels 212 habitatges principals, 184 estaven ocupats pels seus propietaris i 28 estaven llogats i ocupats pels llogaters; 2 tenien dues cambres, 16 en tenien tres, 41 en tenien quatre i 153 en tenien cinc o més. 177 habitatges disposaven pel capbaix d'una plaça de pàrquing. A 72 habitatges hi havia un automòbil i a 129 n'hi havia dos o més.

### Piràmide de població
La piràmide de població per edats i sexe el 2009 era:
| Homes | Edats   | Dones |
| ----- | ------- | ----- |
| 4     | 95 o +  | 0     |
| 0     | 90 a 94 | 0     |
| 4     | 85 a 89 | 0     |
| 0     | 80 a 84 | 4     |
| 4     | 75 a 79 | 8     |
| 8     | 70 a 74 | 4     |
| 20    | 65 a 69 | 16    |
| 8     | 60 a 64 | 16    |
| 16    | 55 a 59 | 8     |
| 36    | 50 a 54 | 32    |
| 8     | 45 a 49 | 12    |
| 8     | 40 a 44 | 16    |
| 24    | 35 a 39 | 16    |
| 24    | 30 a 34 | 12    |
| 16    | 25 a 29 | 12    |
| 16    | 20 a 24 | 8     |
| 0     | 15 a 19 | 4     |
| 12    | 10 a 14 | 8     |
| 20    | 5 a 9   | 20    |
| 24    | 0 a 4   | 8     |

## Economia
El 2007 la població en edat de treballar era de 338 persones, 256 eren actives i 82 eren inactives. De les 256 persones actives 243 estaven ocupades (132 homes i 111 dones) i 12 estaven aturades (8 homes i 4 dones). De les 82 persones inactives 35 estaven jubilades, 23 estaven estudiant i 24 estaven classificades com a «altres inactius».

### Ingressos
El 2009 a Charny-sur-Meuse hi havia 210 unitats fiscals que integraven 567,5 persones, la mediana anual d'ingressos fiscals per persona era de 18.014 €.

### Activitats econòmiques
Dels 22 establiments que hi havia el 2007, 5 eren d'empreses extractives, 2 d'empreses alimentàries, 1 d'una empresa de fabricació d'altres productes industrials, 3 d'empreses de construcció, 1 d'una empresa de comerç i reparació d'automòbils, 1 d'una empresa de transport, 1 d'una empresa financera, 4 d'empreses de serveis, 3 d'entitats de l'administració pública i 1 d'una empresa classificada com a «altres activitats de serveis».
Dels 4 establiments de servei als particulars que hi havia el 2009, 1 era una oficina de correu, 1 fusteria, 1 electricista i 1 perruqueria.
L'únic establiment comercial que hi havia el 2009 era una fleca.
L'any 2000 a Charny-sur-Meuse hi havia 8 explotacions agrícoles que ocupaven un total de 1.248 hectàrees.

## Equipaments sanitaris i escolars
L'únic equipament sanitari que hi havia el 2009 era una ambulància.
El 2009 hi havia una escola elemental integrada dins d'un grup escolar amb les comunes properes formant una escola dispersa.

## Poblacions més properes
El següent diagrama mostra les poblacions més properes.